# Kongenitale bilaterale Aplasie des Vas deferens
Eine kongenitale bilaterale Aplasie des Vas deferens (CBAVD, englisch Congenital bilateral aplasia of vas deferens für ‚angeborenes beidseitiges Fehlen des Samenleiters‘; kurz auch  CAVD für englisch Congenital aplasia of vas deferens) kann isoliert oder als eine milde Form der Mukoviszidose auftreten.
Die Krankheit wird meist autosomal-rezessiv vererbt und durch eine Mutation im CFTR-Gen verursacht. Im Gegensatz zur klassischen Form der Mukoviszidose beschränkt sich das Krankheitsbild von CBAVD meist auf ein Fehlen der Samenleiter. Bei Patienten mit CBAVD verläuft die Bildung der Samenzellen im Hoden normal. Da jedoch die Samenleiter fehlen, können die im Hoden gebildeten Samenzellen nur bis in den Nebenhoden und nicht weiter nach außen gelangen.
Die Erstbeschreibung stammt aus dem Jahre 1968 durch Elvin Kaplan und Mitarbeiter.

## Verbreitung
Die Häufigkeit wird mit 1–5 auf 10.000 angegeben, die Vererbung erfolgt autosomal-rezessiv oder X-chromosomal. Ein einseitiges Fehlen des Samenleiters findet sich in knapp 1 %, beidseitiges Fehlen ist in 1–8 % die Ursache einer Azoospermie.

## Ursache
Bei CAVD kann nach Anzahl der defekten Samenleiter zwischen einer bilateralen (CBAVD) und einer unilateralen (CUAVD) Form unterschieden werden.
Einer kongenitalen einseitigen oder beidseitigen Aplasie liegt in 75–90 % der Fälle eine Mutation im CFTR-Gen auf Chromosom 7 an q31.2 zugrunde, das für einen cystic fibrosis transmembran conductance regulator kodiert. Die Vererbung ist autosomal-rezessiv.
Menschen mit einer solchen Mutation weisen meist eine milde Form der Mukoviszidose (Zystische Fibrose) auf, bei der nur der Samenleiter betroffen ist.
Ob eine Mutation zur Mukoviszidose oder zu CAVD führt hängt von der Schwere der Mutation in beiden Allelen ab.
Es gibt Formen mit X-chromosomaler Vererbung und Mutationen im ADGRG2-Gen auf dem X-Chromosom an p22.13.

## Einteilung
Folgende Einteilung nach den Ergebnissen der humangenetischen Untersuchung des Chromosom 7 ist gebräuchlich:
- I: (19 %) Nachweis von CFTR-Mutationen auf beiden Chromosomen
- II: (33 %) Nachweis nur einer CFTR-Mutation und eines IVS8-5T-Alleles auf dem anderen Chromosom
- III: (27 %) Nachweis entweder einer CFTR-Mutation oder eines IVS8-5T-Alleles
- IV: (21 %) kein Nachweis weder einer CFTR-Mutation noch eines IVS8-5T-Alleles

## Klinische Erscheinungen
Die ABAVD ist ein Hinweis auf eine Mukoviszidose.
Bei etwa 80 % der Patienten mit CBAVD wird mindestens eine Cystic-fibrosis-transmembrane-conductance-regulator(CFTR)-Mutation gefunden und als Ursache der CBAVD eine milde Form der zystischen Fibrose (CF) bzw. eine sogenannte CF-assoziierte Erkrankung angenommen.
Bei etwa der Hälfte der Betroffenen fehlen auch die Samenbläschen, bei 5–10 % fehlt eine Niere.

## Pathogenese
Man weiß noch nicht, wie eine CFTR-Mutation zum Fehlen des Samenleiters führt. Vermutlich wird während der fetalen Entwicklung eine Störung des Samenleiters verursacht. Bei untersuchten Föten mit CFTR-Mutation aus der 12. und 18. Schwangerschaftswoche wurden allerdings keine Anomalien bezüglich des Samenleiters festgestellt. Deswegen ist eher als Ursache eine Verstopfung der Kanäle durch zähflüssige Sekrete sehr wahrscheinlich.

## Reproduktion
Betroffene mit einer genitalen Mukoviszidose sind Überträger der klassischen Form. Ihre Nachkommen haben ein erhöhtes Risiko an der Mukoviszidose zu erkranken.
Deswegen sollten beide Partner auf eine mögliche CFTR-Mutation getestet werden. Ist der Test negativ, bleibt ein Restrisiko, da lediglich auf die häufigsten vorkommenden Mutationen getestet wird und die Testsensitivität nur 90 % beträgt.
Wurde beim Mann eine CFRT-Mutation gefunden, sollte bei Kinderwunsch die Partnerin auch getestet werden. Hat sie diese Mutation nicht, liegt das Risiko für eine Mukoviszidose beim Kind bei unter 1 zu 1000, 2,5-fach erhöht gegenüber der Normalbevölkerung. Hat sie diese Mutation auch, liegt die Wahrscheinlichkeit bei 25 % und beim Typ I (beide Chromosomen mit Mutation) bei 50 %.

## Klinische Diagnostik
Eine CAVD kann mit Hilfe einer Spermauntersuchung nachgewiesen werden. Durch die CFTR-Mutation wird den Sekreten aufgrund des osmotischen Effekts Wasser entzogen. Dadurch hat das Sperma der CAVD-Patienten im Vergleich zur normalen Samenflüssigkeit einen niedrigeren pH-Wert, weniger Volumen und auch einen geringeren Fructoseanteil.

## Differentialdiagnostik
Abzugrenzen sind andere Formen der Azoospermie wie Verletzungen, Infektionen, Zysten oder ähnliches. Eine Azoospermie liegt bei 98 % der Männer mit Mukoviszidose vor.

## Behandlung
Eine operative Behandlung ist nicht möglich. Einem Kinderwunsch kann durch künstliche Befruchtung (Intrazytoplasmatische Spermieninjektion) nachgekommen werden.